# Damien Marsh
Damien Marsh, född den 28 mars 1971, är en australisk före detta friidrottare som tävlade i kortdistanslöpning.
Marsh deltog vid Inomhus-VM 1993 i Toronto där han slutade tvåa på 200 meter bakom James Trapp. Senare samma år var han i final på 200 meter vid utomhus-VM i Stuttgart. Väl där slutade han på åttonde plats på tiden 20,56.
Vid VM 1995 i Göteborg var han i semifinal både på 100 och 200 meter men tog sig inte vidare till finalen i någon av grenarna. Emellertid blev han silvermedaljör tillsammans med Paul Henderson, Tim Jackson och Steve Brimacombe i stafetten över 4 x 100 meter. 

## Personliga rekord
- 100 meter - 10,13 från 1995
- 200 meter - 20,32 från 1995